# 樫本敦
樫本 敦（かしもと あつし、1988年2月19日 - ）は、トップウエストAリーグ関西丸和ロジスティックスラグビー部に所属するラグビー選手。

## プロフィール
- 大阪府出身[1]。
- ポジションはフッカー(HO)。
- 身長 180cm、体重 106kg
- ニックネームはカシ。

## 略歴
2006年、大商学園高校卒業後、摂南大学に入る。
2010年、摂南大学卒業後、近鉄ライナーズ(現・花園近鉄ライナーズ)に加入。
2012年2月4日に行われたジャパンラグビートップリーグ第13節のNECグリーンロケッツ戦に途中出場で公式戦初出場を果たした。
2017年、近鉄ライナーズの主将に就任した。